# Хмелька (приток Северки)
Хмелька — река в России, протекает в Волотовском районе Новгородской области. Устье реки находится в 20 км по левому берегу реки Северка у деревни Кривицы, напротив деревни Заречье. Длина реки составляет 17 км. 
На берегу реки стоят деревни Славитинского сельского поселения Окроево и Кривицы

## Данные водного реестра
По данным государственного водного реестра России относится к Балтийскому бассейновому округу, водохозяйственный участок реки — Шелонь, речной подбассейн реки — Волхов. Относится к речному бассейну реки Нева (включая бассейны рек Онежского и Ладожского озера).
По данным геоинформационной системы водохозяйственного районирования территории РФ, подготовленной Федеральным агентством водных ресурсов:
- Код водного объекта в государственном водном реестре — 01040200412102000024366
- Код по гидрологической изученности (ГИ) — 102002436
- Код бассейна — 01.04.02.004
- Номер тома по ГИ — 2
- Выпуск по ГИ — 0